# Christian Braad Thomsen
Christian Braad Thomsen (født 10. december 1940, død 7. juni 2025) var en dansk filminstruktør, forfatter, filmproducent og -udlejer. Han var uddannet fra Den Danske Filmskole 1969, direktør for Odense Film Festival 1997-2005 og medlem af Statens Kunstfonds repræsentantskab 1997-2001. Han modtog fra 1991 Kulturministeriets livsvarige ydelse for sit brede kulturelle virke inden for film, bøger, musik og psykoanalyse.

## Film
Debutfilmen Kære Irene (1971) er den eneste danske spillefilm, der beskriver 1968-oprøret, mens det fandt sted. Hjemstavnsfilmen Herfra min verden går (1976) introducerede samtidig den personlige fortælling i dokumentarfilmen. Begge film blev modtaget med meget opmærksomhed på filmfestivaller i udlandet. Kniven i hjertet (1981) fik juryens specialpris på San Remo-festivalen (sv), og Koks i kulissen (1983) fik prisen for bedste instruktion på Atlantic Film Festival. Hvor mindets blomster gror (1991) blev hædret som bedste dokumentarfilm og Karen Blixen – storyteller (1996) som bedste portrætfilm på Den Danske Film- og Videofestival. Den blå munk (1999) modtog Carl Th. Dreyer Prisen.
Braad Thomsen importerede som filmudlejer mere end 100 film til Danmark, herunder det meste af Rainer Werner Fassbinders produktion og film af bl.a. Jean-Luc Godard, Francois Truffaut, Eric Rohmer, Marguerite Duras, Theo Angelopoulos, Jacques Rivette, Robert Bresson, Tom Tykwer, Jan Troell (sv) samt østeuropæiske dissidenter, brasilianske Cinema Novo (en)-instruktører og mange andre auteur-instruktører. Hans import af Mike Leighs Life is sweet belønnedes med en Bodil.
Braad Thomsen var producent på en række af Jytte Rex’ film, deriblandt den Bodil-præmierede Den Erindrende (1985) og portrætfilmene Inger Christensen – cikaderne findes (1998), Palle Nielsen – mig skal intet fattes (2002), Pelle Gudmundsen-Holmgreen – musikken er et monster (2007) og Henning Larsen – lyset og rummet (2012).

## Bøger
Christian Braad Thomsen debuterede med en bog om sit forbillede Jean-Luc Godard (1971). Hans biografi om Rainer Werner Fassbinder (1991) er oversat til mange sprog og regnes internationalt som standardværket om Fassbinder. Desuden skrev han en bog om Alfred Hitchcock samt Kameraet som pen om den franske ny-bølge-bevægelse (François Truffaut, Jean-Luc Godard, Claude Chabrol, Éric Rohmer og Jacques Rivette), De uforsonlige (om Luis Bunuel, Pier Paolo Pasolini, Robert Bresson, Andrej Tarkovskij, Jean-Luc Godard og Jean-Marie Straub (fr)) og Drømmefilm (2000), hvor filmhistorien belyses gennem 100 af verdens bedste film.
Sammen med Erik Varming redigerede han Sanddrømmeren (2002) om Jytte Rex’ film og maleri.
Braad Thomsen skrev to romaner, Rosen og sigøjneren (1985) og Den fortabte søns hjemkomst (1988) samt erindringsbogen Vreden, gudinde, besyng! (2005).
I Boganis’ gæstebud beskriver han Karen Blixens forhold til sin far og hævder at dokumentere, at hun aldrig har haft syfilis, idet han mener, at hendes påstand herom skyldtes en faderidentificering skabt af, at faderen begik selvmord, da hun var 10 år, formentlig fordi han havde syfilis. Bogens freudianske fortolkningsmetode og påstande blev blandet modtaget af kritikerne.[kilde mangler]
Han skrev desuden Film med håndskrift (2011) om seks vigtige danske filminstruktører: Nils Malmros, Jytte Rex, Lars von Trier, Pernille Fischer Christensen, Simon Staho og Christoffer Boe.

## Musik
Braad Thomsen skrev den første danske bog om verdensmusik, Musik uden grænser (2003) samt Drømmejazz (2009) og Bob Dylan - En guide til hans plader (sammen med Asger Schnack, 1998). Han instruerede portrætfilm om den danske jazzpercussionist Marilyn Mazur, Queen of Percussion (2006) og om den iranske sanger Mohammed Reza Shajarian, The Voice of Iran (2006). I dokumentarfilmen Blues for Montmartre (2011) fortælles historien om 1960’ernes legendariske københavnske Jazzhus Montmartre.

## Psykoanalyse
Christian Braad Thomsen var en varm tilhænger af Sigmund Freuds psykoanalyse og tog til genmæle imod kritik af Freud. Han skrev Freud-biografien Sigi erobreren (1984) og Lysten og loven (1983), som handler om Freuds forståelse af Ødipus-komplekset og incesttabuet, . Han udgav et udvalg af Freuds breve i to bind, Kærestebreve og Breve til Den hemmelige komité (1997). Sammen med Ole Andkjær Olsen og Bente Petersen redigerede han antologien Fokus på Freud (2006).

### Incestdebat
I dokumentarfilm i 1970'erne – Smertens børn (1977) og Den man elsker (1980) – undersøgte Christian Braad Thomsen tabuet om incest gennem sine egne og en række interviewpersoners fantasier om og erfaringer med incestuøse følelser.
I et radiointerview med forfatter Troels Peter Schmidt i 1985, udtalte Christian Braad Thomsen, at der "findes [der] lykkelige blodskamsforhold", "Det skulle ikke undre mig, om mange blodskamsforhold nok er lykkelige og velfungerende, mens de står på, men som ikke bliver ved med at være det på grund af samfundets tabuering af det", og at et velfungerende incestuøst forhold er karakteriseret ved "en stor grad af jævnbyrdighed, en stor grad af gensidighed."
I en kronik under overskriften Hetz: De fleste pædofile er lovlydige i 2004 skrev Christian Braad Thomsen: "Man er ikke kriminel, fordi man er pædofil. Nogle af de mest respekterede kunstnere og tænkere i vor kultur har været pædofile, men de har som langt de fleste øvrige pædofile været i stand til at sublimere deres seksualitet." Han skrev også at "hetzen mod de pædofile" ikke adskiller sig "principielt fra 30ernes nazistiske hetz, som stemplede alle jøder som forbrydere", hvilket går ud over "den naturlige og livsvigtige kropskontakt mellem voksne og børn, som naturligvis også rummer en erotisk dimension".
Emnet har givet anledning til diskussion flere gange, senest efter en debat om misbrugte børn i film i 1970'erne i Deadline den 16. marts 2018, hvor journalist Søren K. Villemoes anklagede 1968-generationen og den seksuelle frigørelse for at have godkendt seksuelle overgreb på børn. Som svar på kritik fra Katrine Hornstrup Yde og Anna von Sperling pointerede han under overskriften "Hvordan kan nogen ved deres fulde fem mene, at jeg går ind for incest?", at han "er principielt modstander af incest og pædofili, som jeg betragter som et produkt af syge familieforhold", men at der paradoksalt også kunne forekomme incestuøse og pædofile forhold som er harmoniske eller lykkelige, og at virkeligheden må relativere teorien. Emnet blev uddybet i et timelangt interview i Radio24syv.

## Filmografi[10]
- Revolution, 1969, Instruktion, Dokumentarfilm
- Kære Irene, 1971, Instruktion, Spillefilm
- Slumstormerne, 1971, Instruktion, Dokumentarfilm
- Det kan blive bedre, kammerat, 1971, Instruktion, Dokumentarfilm
- Nulpunkt, 1971, Instruktion, Eksperimentalfilm
- Stærekassen, 1972, Instruktion, Dokumentarfilm
- Blomster til Mona, 1974, Instruktion, Tv-film
- Rainer Werner Fassbinder, 1975, Instruktion, Dokumentarfilm
- Herfra min verden går, 1976, Instruktion, Dokumentarfilm
- Smertens børn, 1977, Instruktion, Spillefilm
- Veronicas svededug, 1977, Lyd, Eksperimentalfilm
- Achilleshælen er mit våben, 1979, Produktionsassistent, Spillefilm
- Drømme støjer ikke når de dør, 1979, Instruktion, Spillefilm
- Den man elsker, 1980, Instruktion, Dokumentarfilm
- Belladonna, 1981, Chefen, Spillefilm
- Kniven i hjertet, 1981, Instruktion, Spillefilm
- Koks i kulissen, 1983, Instruktion, Spillefilm
- Isolde, 1989, Manus, Spillefilm
- Hvor mindets blomster gror, 1991, Instruktion, Eksperimentalfilm
- Karen Blixen - Storyteller, 1995, Instruktion, Dokumentarfilm
- Inger Christensen - Cikaderne findes, 1998, Producer, Dokumentarfilm
- Den blå munk, 1998, Instruktion, Spillefilm
- Morten Korch - Solskin kan man altid finde, 1999, Instruktion, Dokumentarfilm
- Palle Nielsen - mig skal intet fattes, 2002, Producer, Dokumentarfilm
- Svend Åge Madsen - at fortælle menneskene, 2002, Instruktion, Dokumentarfilm
- Humørkortstativsælgerens søn, 2002, Medvirkende, Spillefilm
- Floden, 2003, Producer, Eksperimentalfilm
- Pigen med fletningen, 2005, Producer, Dokumentarfilm
- Klovn, 2005, Christian Braad Thomsen, Tv-serie
- Marilyn Mazur - queen of percussion, 2006, Instruktion, Dokumentarfilm
- The voice of Iran, 2006, Instruktion, Dokumentarfilm
- Historien bag kameraet, 2006, Medvirkende, Tv-dokumentar
- Pelle Gudmundsen-Holmgreen: Musikken er et monster, 2007, Producer, Dokumentarfilm
- Blues for Montmartre, 2011, Instruktion, Dokumentarfilm
- Henning Larsen - lyset og rummet, 2012, Producer, Dokumentarfilm
- Fassbinder - at elske uden at kræve, 2015, Instruktion, Dokumentarfilm